# Lasse Kukkonen
Lasse Juhani Kukkonen (Oulu, 18 settembre 1981) è un hockeista su ghiaccio finlandese.

## Palmarès

### Olimpiadi invernali
- Argento a Torino 2006
- Bronzo a Vancouver 2010
- Bronzo a Soči 2014

### Campionati mondiali
- Oro a Slovacchia 2011
- Argento a Russia 2007
- Argento a Russia 2016
- Bronzo a Lettonia 2006

### Campionati mondiali Juniores
- Argento a Russia 2001